# Chain of Strength
Chain of Strength és grup de música hardcore punk straight edge originari de Pomona, Califòrnia, que va tenir el seu apogeu entre 1988 i 1991.

## Biografia
El primer treball discogràfic de Chain of Strength fou un EP titulat True Till Death, publicat per Revelation Records. Després de separar-se de Revelation, van formar el seu propi segell, Foundation Records, i publicaren un altre EP, What Holds Us Apart. Un cop ja descatalogats ambdós treballs, Revelation Records va publicar-los junts (més una cançó extra) amb el nom de The One Thing That Still Holds True.
De 2006 a 2008, Alex Barreto tocà el baix amb el grup Alien Ant Farm. Actualment és el guitarrista d'Excel.

## Membres
- Curt Canales - Veu
- Ryan Hoffman - Guitarra
- Chris Bratton - Bateria
- Alex Barreto - Baix
- Frosty Crunch (Paul Hertz) - Guitarra

## Discografia
- 1989: True Till Death (EP, Revelation Records)
- 1990: What Holds Us Apart (EP, Foundation Records)
- 1995: The One Thing That Still Holds True (Revelation Records)